# Joanis Jeorjadis
Joanis Jeorjadis (gr. Ιωάννης Γεωργιάδης; ur. 24 kwietnia 1876 w Tripoli, zm. 17 maja 1960 w Atenach) – grecki szermierz. W 1896 na igrzyskach olimpijskich w Atenach wziął udział w turnieju szablistów. W zawodach wystąpiło pięciu zawodników. Jeorjadis wygrał wszystkie cztery pojedynki i zajął pierwsze miejsce.
Na zawodach w 1906 w Atenach, nazywanych Letnią Olimpiadą, lecz nieuznawanych przez Międzynarodowy Komitet Olimpijski jako oficjalne igrzyska olimpijskie, Jeorjadis zdobył złoty medal w indywidualnym turnieju szablistów i srebrny w zawodach drużynowych.
Brał też, bez sukcesów, udział w igrzyskach w 1924 w Paryżu.